# 奄美海運

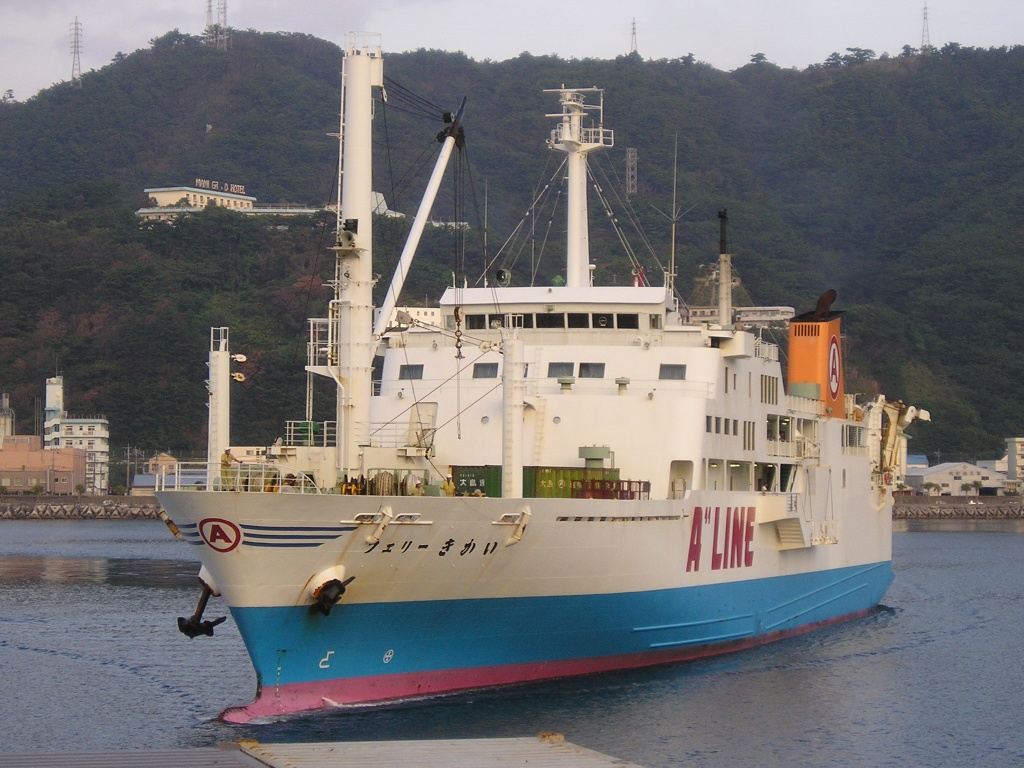
フェリーきかい（名瀬港）

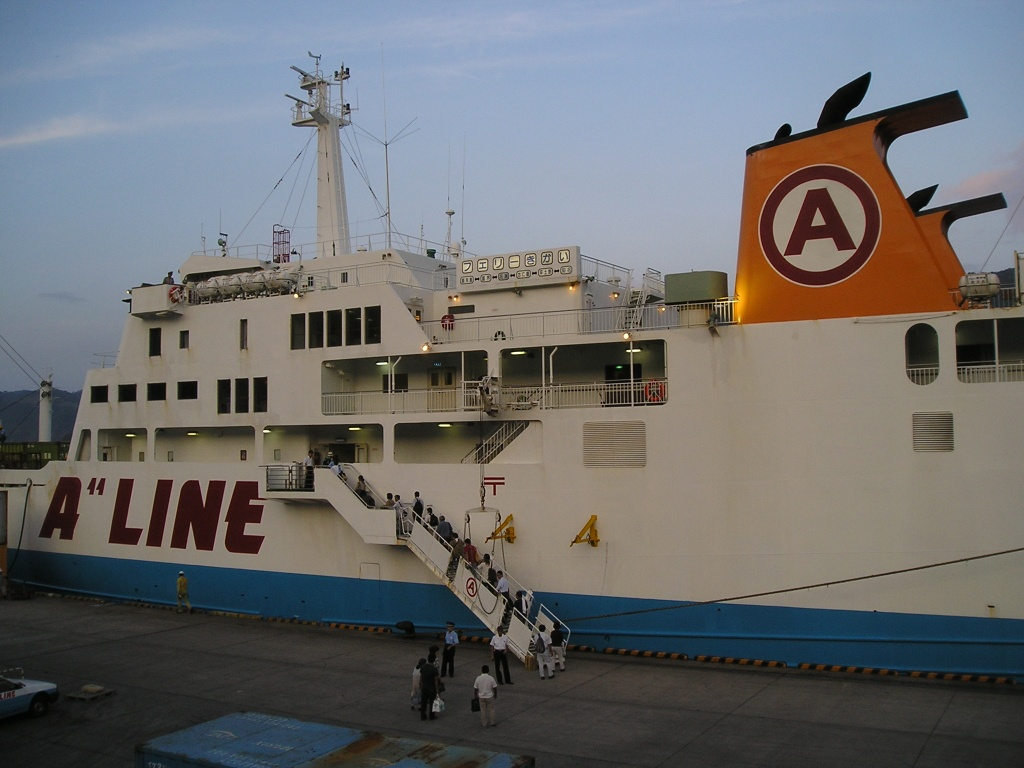
「フェリーきかい」乗船風景（名瀬港）

奄美海運株式会社（あまみかいうん）は、鹿児島県鹿児島市泉町に本部を置く海運会社。親会社はマルエーフェリー。フェリーあまみ、フェリーきかいを所有し、鹿児島から喜界島湾港・奄美大島・徳之島・沖永良部島を結ぶ航路を運航しているが、離島航路で唯一の離島航路整備法に基づく国庫補助対象の赤字航路でもある。

## 沿革
- 1953年12月： 親会社の大島運輸株式会社（現 マルエーフェリー）を設立。
- 1978年7月22日： 奄美海運株式会社を設立。
- 1978年 9月： 名瀬支店を開設。
- 1978年10月： 鹿児島 - 喜界島 - 徳之島（平土野）航路を開設、同航路に「あまみ丸」就航。
- 1979年 7月： 沖永良部島（知名）への航路延長許可、フェリー化し「フェリーきかい」（初代）就航。
- 1987年 5月12日： 大島運輸より「エメラルドあまみ」を傭船[1]、「フェリーあまみ」（初代）に改名し就航。
- 1989年 4月： 知名航路に「フェリーあまみ」（2代）就航。
- 1995年11月： 平土野航路に「フェリーきかい」（2代）就航。
- 2003年2月[要出典]： 鹿児島港の接岸埠頭を鹿児島新港から鹿児島本港北埠頭へ移転。
- 2006年 4月： 知名航路に「フェリーあまみ」（3代）就航[2]。

## 航路
いずれの航路も、鹿児島港での接岸埠頭はグループ会社で共通の「A LINE」を使用しているマルエーフェリー(新港ターミナルを使用)とは異なり、遠く離れているので注意を要する。
かつては運航曜日によって運航船舶、航路が違っていて同じ船舶でも曜日によって運航時間が変わっていたが、2015年3月以降、新造船「フェリーきかい」就航に伴い運航船舶効率化と運航曜日が平準化された。
- 鹿児島 - 喜界 - 平土野航路
  - 鹿児島本港北埠頭 - 湾港（喜界島） - 名瀬港（奄美大島） - 古仁屋港（奄美大島） - 平土野港（徳之島） 　※主に「フェリーあまみ」にて運航。
- 鹿児島 - 喜界 - 知名航路（斜字は下り便のみ寄港）
  - 鹿児島本港北埠頭 - 湾港（喜界島） - 名瀬港（奄美大島） - 古仁屋港（奄美大島） - 平土野港（徳之島）- 知名港（沖永良部島）　※主に「フェリーきかい」にて運航。
- その他
  - 知名港折り返しの場合、上りは平土野、古仁屋港を寄港しないで知名から名瀬直行運航される。
  - 繁忙期、地区体育大会などや運航船舶、定期点検（ドック）や台風など休欠航により、運航航路、船舶が変更になったり、臨時便が運航されることもある。

## 船舶

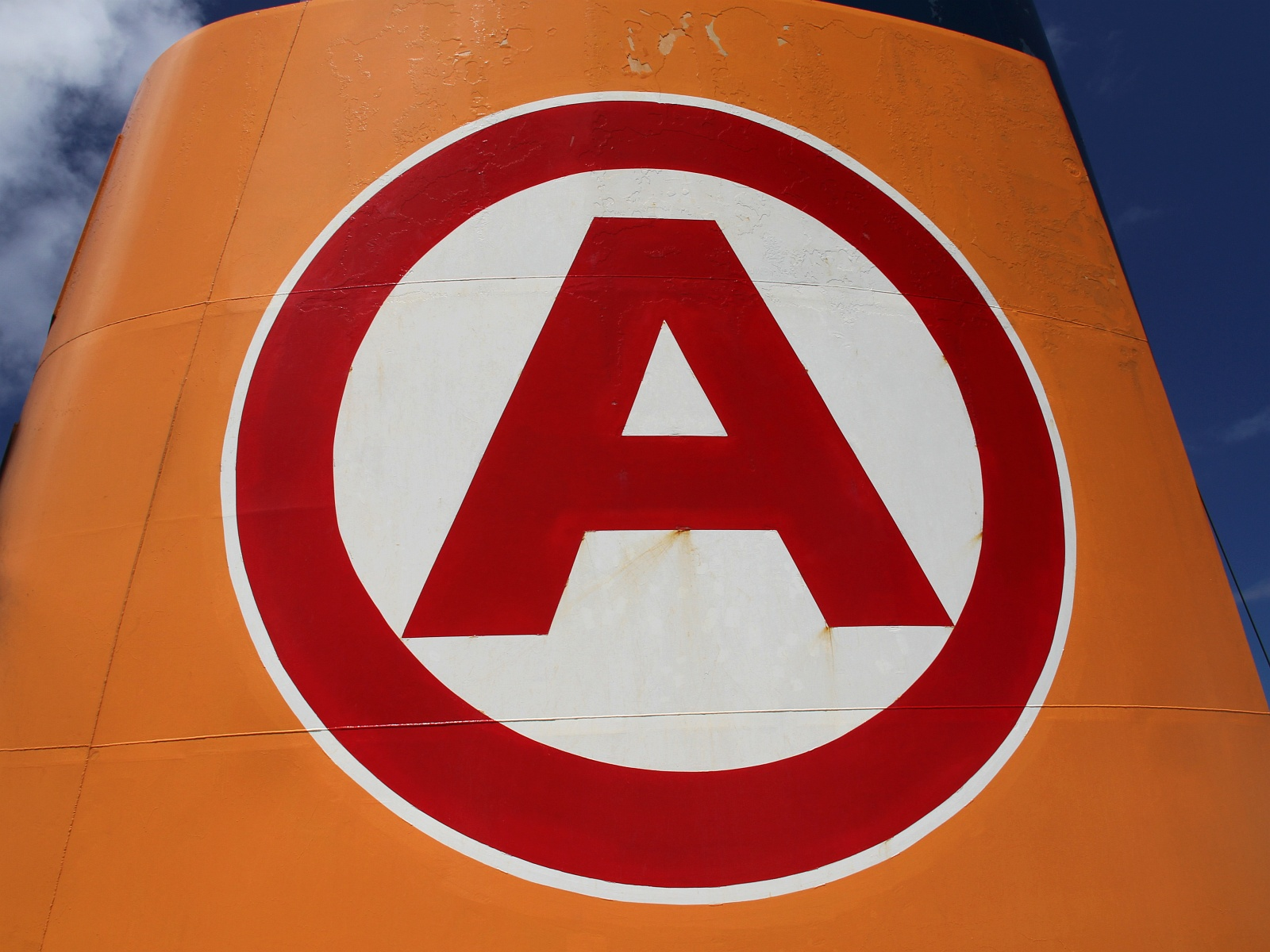
マルエーフェリーと共通のファンネルマーク（画像は「琉球エキスプレス」）

ファンネルマークおよび船体塗装は、親会社のマルエーフェリーと共通である。前者はオレンジに赤丸の中に赤字でアルファベットの「A」が書かれ、余白は白色となっており、意匠の特徴であるアルファベットの「A」は本社が所在する奄美大島の頭文字に因んでいる。また、後者は喫水線上については上半分が白、下半分が青であるほか、船体側面中央には赤字で「A"LINE」のロゴマークが書かれるとともに、船首には3本の青線と赤丸の中に赤字でアルファベットの「A」が描かれている。

### 運航中の船舶
- フェリーきかい (3代)
2015年3月竣工、就航。2,551総トン、全長約102.00m、全幅17.8m、出力5,250PSx2、航海速力19.7ノット（最大21.5ノット）。
旅客定員196名。積載数：トラック18台、乗用車11台、コンテナ(10 ft)60個ほか。三菱重工業下関造船所建造。鉄道建設・運輸施設整備支援機構と共有。
バリアフリー対応船、LED照明採用、運航情報案内板設置。
- フェリーあまみ (3代)
2005年8月竣工、2006年就航。2,942総トン、全長112.00m、全幅17.80m、出力5,250PSx2、航海速力20.5ノット（最大21.38ノット）。
旅客定員243名（1等、2等寝台、2等洋室、2等）。積載数：トラック18台、乗用車24台、コンテナ(10 ft)66個ほか。三菱重工業下関造船所建造。鉄道建設・運輸施設整備支援機構と共有。
バリアフリー対応船。

### 過去の船舶
- あまみ丸[5]
1968年3月竣工、三菱重工業下関造船所建造。船舶整備公団との共有船。1987年引退。
1,405.01総トン、全長83.09m、型幅12.00m、型深さ5.51m、ディーゼル1基、機関出力3,800ps、航海速力17.0ノット。
旅客定員沿海384名・近海190名。
- フェリーきかい (初代)[6]
1979年7月竣工、福岡造船建造。
2,823総トン、全長107.6m、全幅17.80m、出力7,600馬力、航海速力18.6ノット（最大19.403ノット）。
旅客定員258名、積載数：中型トラック12台、大型トラック29台、乗用車30台、コンテナ86個。
- フェリーあまみ (初代)[1]
1975年9月9日竣工、1987年5月12日就航(用船)、新潟鉄工所建造。もと大島運輸「エメラルドあまみ」。1989年4月引退、フィリピンに売船。
4,188総トン、全長117.1m、型幅19m、型深さ7.2m、ディーゼル2基、機関出力16,800ps、航海速力20.3ノット。
旅客定員609名、乗用車80台、トラック21台。
- フェリーあまみ (2代)[7]
1989年4月竣工、福岡造船建造。船舶整備公団との共有船。
2,980総トン、全長115.75m、型幅18.20m、型深さ6.70m、ディーゼル2基、機関出力11,000ps、航海速力20.0ノット。
旅客定員213名(臨時定員496名)、乗用車24台、8tコンテナ70個。
- フェリーきかい (2代)
1995年6月竣工。2,878総トン、全長112.54m、全幅17.80m、出力10,500馬力、航海速力20.0ノット（最大21.787ノット）。
旅客定員365名（1等、2等寝台、2等洋室、2等）。積載数：トラック24台、乗用車18台、コンテナ(10ft)70個ほか。林兼船渠長栄造船所建造。鉄道建設・運輸施設整備支援機構と共有。
3代目の就航に伴い2015年3月退役

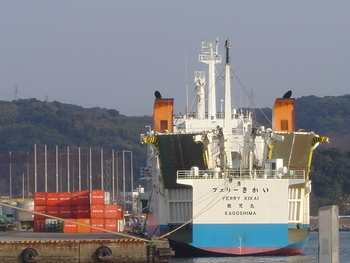
フェリーきかい(2代) (鹿児島本港)
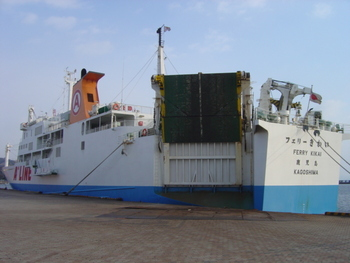
フェリーきかい(2代) (鹿児島本港)
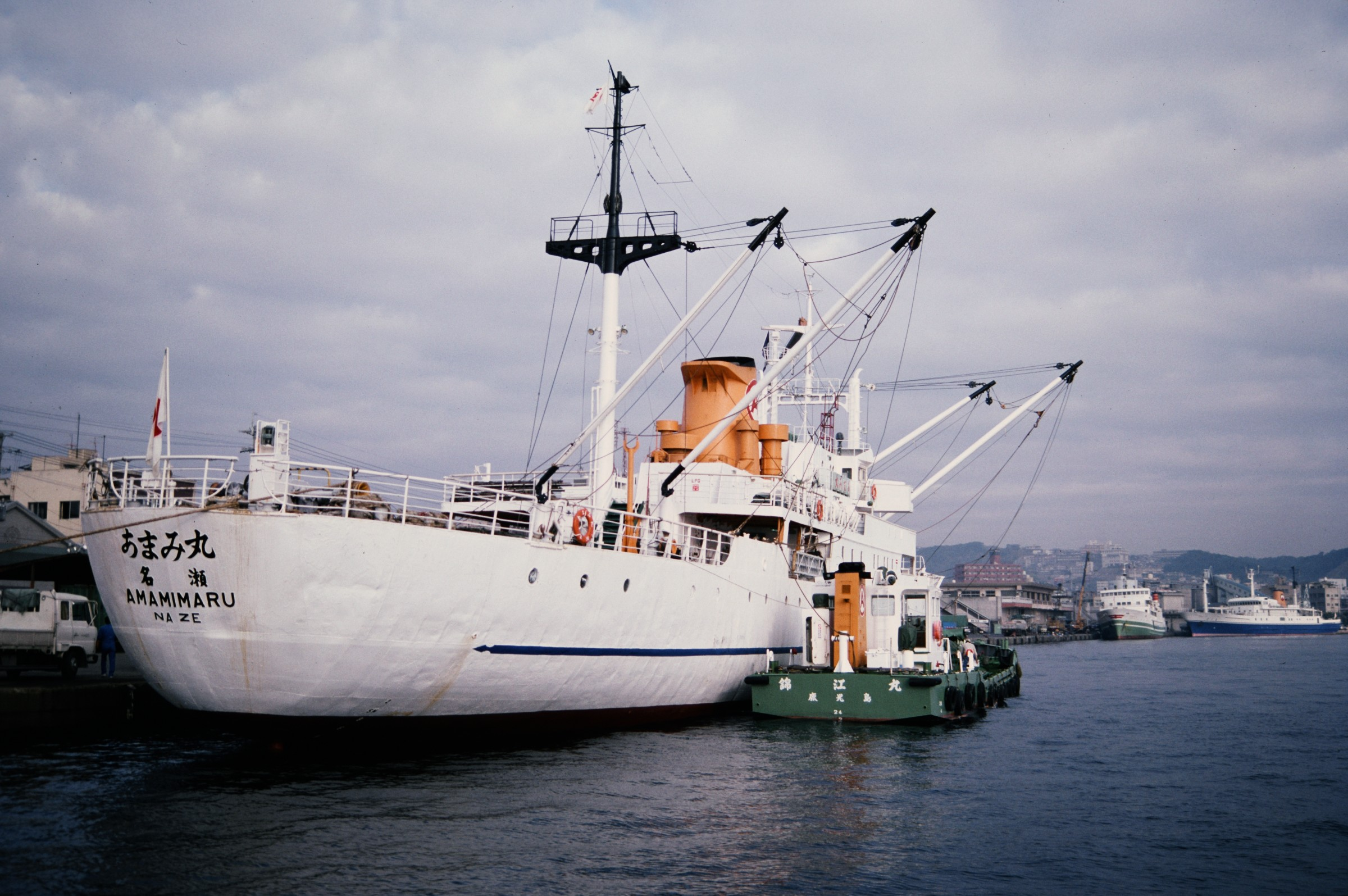
あまみ丸 (鹿児島本港)

## 関連会社
- マルエーフェリー